# Грюнберг, Лазэр
Лазэр Грюнберг (рум. Lazar Grünberg; 1911 — 17 марта 1944) — румынский политик, активист румынского молодёжного и антифашистского движения.
Сын рабочего. В 16-летнем возрасте, работая слесарем на металлургическом заводе, вступил в ряды
Коммунистического союза молодежи Румынии (CYL) . В 1932—1933 годах входил в состав руководства Праховской областной орг-ции КСМ. В 1933—1935 гг. работал членом ЦК КСМ. В 1935 году был арестован и осуждён на 9 лет 10 месяцев тюрьмы.
Во время Второй мировой войны содержался в лагере Вапнярка (с 1942), затем — в тюрьме Рыбница, на временно оккупированной фашистами войсками советской территории.
Убит гестаповцами, учинившими расправу над заключенными.